# Dér (település)
Dér (1890-ig Mrázócz, szlovákul: Mrázovce) község Szlovákiában, az Eperjesi kerület Sztropkói járásában.

## Fekvése
Sztropkótól 11 km-re délre, a Nagydomásai-víztározó felső végétől északkeletre fekszik.

## Története
1406-ban említik először.
A 18. század végén Vályi András így ír róla: „MRAZÓCZ. Orosz falu Zemplén Várm. lakosai ó hitűek, fekszik Orosz Tokajhoz n. k. d. Turányhoz is 1/2 órányira, két nyomásbéli határja, ’s vagyonnyai Orosz Hrabóczéhoz mindenben hasonlítanak.”
Fényes Elek 1851-ben kiadott geográfiai szótárában így ír a faluról: „Mrazocz, orosz falu, Zemplén vmegyében, Turány fil., 5 rom., 110 g. kath., 4 zsidó lak., 282 h. szántófölddel. F. u. többen. Ut. p. Nagymihály.”
Borovszky Samu monográfiasorozatának Zemplén vármegyét tárgyaló része szerint: „Dér, azelőtt Mrázócz. A vármegye legkisebb községe, mindössze 9 háza és 55 gör. kath. vallású, ruthén lakosa van. Postája és távírója Sztropkó, vasúti állomása Homonna. 1494-ben Erdődi Bakócz Miklós az ura, azután a kir. kamaráé, majd Perényi Gáboré. 1560-ban Pethő János kap rá kir. adományt. Az 1598-iki összeíráskor Pethő István, Gáspár és Ferencz, a sztropkói vár és uradalom urai vannak birtokosaiul említve. A XVIII. században már a báró 'Sennyey, báró Horváth és a Jekelfalussy családok szerepelnek birtokosaiként, a mult század első felében a Szent-Ivány család, most pedig Neumann Benedeknek van itt nagyobb birtoka. A községhez tartozó Hradziszkó (Várhegy) nevű dűlőjén hajdan valami erődített hely lehetett. A falubeli gör. kath. templom 1750-ben épült.”
1920 előtt Zemplén vármegye Sztropkói járásához tartozott.

## Népessége
| Év:            | 1994. | 2004.   | 2014. | 2024.    |
| -------------- | ----- | ------- | ----- | -------- |
| Emberek száma: | 91    | 100     | 89    | 79       |
| Eltérés:       |       | +9,89 % | -11 % | -11,23 % |

| Év:            | 2023. | 2024. |
| -------------- | ----- | ----- |
| Emberek száma: | 79    | 79    |
| Eltérés:       |       | +0 %  |

1910-ben 61, túlnyomórészt ruszin anyanyelvű lakosa volt.
2001-ben 100 szlovák lakosa volt.
2011-ben 90 szlovák lakta.

## Nevezetességei
- A falutól 1 km-re nyugatra, a Nagy-Domásai víztározó északkeleti csücskénél emelkedő 286 m magas várhegyen középkori vár maradványai találhatók